# Day of the Animals
Pour plus de détails, voir Fiche technique et Distribution.
Day of the Animals est un film d'horreur américain réalisé par William Girdler, sorti en 1977.

## Synopsis
Day of the Animals raconte l'histoire d'une psychose provoquée par l'appauvrissement de la couche d'ozone terrestre, affectant tous les animaux sauvages et domestiques à haute altitude. Un groupe de randonneurs malheureux doit survivre à l'assaut des animaux enragés et incontrôlable et se frayer un chemin vers la sécurité, alors même que la psychose commence à les opposer les uns contre les autres comme leurs propres maîtres et maitresses, les randonneurs et les gardes forestiers. Alors qu'un groupe de millitaires cherche de les arrêter et les exterminer.

## Fiche technique
- réalisateur : William Girdler
- Genre : horreur
- avis au public : Interdit aux moins de 12 ans

## Distribution
- Christopher George : Steve Buckner
- Leslie Nielsen : Paul Jenson
- Lynda Day George : Terry Marsh
- Richard Jaeckel : professeur MacGregor
- Michael Ansara : Daniel Santee
- Ruth Roman : Shirley Goodwyn
- Jon Cedar : Frank Young
- Paul Mantee : Roy Moore
- Walter Barnes : Ranger Tucker
- Andrew Stevens : Bob Denning
- Susan Backlinie : Mandy Young
- Kathleen Bracken : Beth Hughes
- Bobby Porter : John Goodwyn

## Autour du film
- Le film Les bêtes féroces attaquent de 1984 est inspiré de ce film.
- Les animaux de la saga de Resident Evil sont inspirés des animaux contaminés de ce film.
- le film Zoombies est pareil a cela.